# Stenocrobylus catantopoides
Stenocrobylus catantopoides är en insektsart som beskrevs av Bruner, L. 1920. Stenocrobylus catantopoides ingår i släktet Stenocrobylus och familjen gräshoppor. Inga underarter finns listade i Catalogue of Life.